# Rotopōhueroa / Lake Constance
Der Rotopōhueroa / Lake Constance ist ein See in den Bergregionen des Nelson Lakes National Park im Norden der Südinsel von Neuseeland.

## Umbenennung
Der ursprünglich nur als Lake Constance bezeichnete See, der nicht mit Bodensee, der im angloamerikanischen Sprachgebrauch ebenfalls Lake Constance genannt wird, verwechselt werden sollte, wurde am 7. August 2014 per öffentlicher Bekanntmachung in Rotopōhueroa/Lake Constance umbenannt.

## Namensherkunft
Der Name des Sees in der Sprache der Māori, „Rotopōhueroa“, bedeutet „Lange Kalebasse“.

## Geographie
Der See befindet sich im nördlichen Teil der Neuseeländischen Alpen zwischen den Spenser Mountains im Westen und der Franklin Ridge im Osten. Der auf einer Höhe von 1338 m liegende Gebirgssee besitzt eine Flächenausdehnung von 65 Hektar und erstreckt sich über eine Länge von 1,8 km in Nord-Süd-Richtung sowie über eine Breite von rund 600 m in Ost-West-Richtung. Der Rotopōhueroa / Lake Constance wird von dem Sabine River West Branch gespeist, der rund 2,7 km weiter Flussaufwärts an den nördlich des 2196 m hohen Mount Mahanga liegenden Hängen, auf rund 1850 m entspringt. Am nördlichen Ende des Sees versickert das Wasser im Untergrund und entwässert so den See. Nach rund 400 m erfolgt der Ausfluss am nördlichen Hang des einstigen Erdrutsches und speist nach rund 450 m Flusslauf den Rotomairewhenua / Blue Lake.
Administrativ zählt der See zum Tasman District.

## Geologie
Der Rotopōhueroa / Lake Constance entstand einst durch ein durch Erdbeben verursachten Erdrutsch, der das Wasser des Sabrine River West Branch aufstaute, den See entstehen ließ und heute den See von dem rund 760 m nördlich und auf rund 1190 m liegende See Rotomairewhenua / Blue Lake trennt.

## Wanderweg
Westlich des Sees führt der Bergwanderweg der Waiau Pass Route vorbei, der Teil des Fernwanderweges Te Araroa Trail ist.

## Bedeutung des Sees für Māori
Der Rotopōhueroa / Lake Constance liegt im Rohe (Stammesgebiet) des Iwi Ngāti Apa ki te Rā Tō. Der See wurde traditionell in Zeremonien genutzt, bei denen die Gebeine Verstorbener gereinigt und die Seele des Verstorbenen zu seiner Reise ins mythische Hawaiki entlassen wurde. Für den Iwi ist das Wasser des Sees daher tapu.